# Nicolò Barella
Nicolò Barella, né le 7 février 1997 à Cagliari en Italie, est un footballeur international italien qui joue au poste de milieu de terrain à l'Inter Milan.

## Biographie

### Carrière en club

#### Cagliari
Né à Cagliari en Italie, Nicolò Barella est formé par le club local du Cagliari Calcio. C'est avec ce club qu'il joue son premier match en professionnel, le 14 janvier 2015 contre le Parme Calcio 1913. Il est titularisé et son équipe est battue par deux buts à un.
Barella marque son premier but en professionnel le 17 septembre 2017, lors d'une rencontre de championnat face à la SPAL. Il est titularisé et ouvre le score, contribuant à la victoire de son équipe par deux buts à zéro.

#### Calcio Côme
Nicolò Barella est prêté au Calcio Côme en janvier 2016.

#### Inter Milan
Le 12 juillet 2019, il est transféré à l'Inter Milan en prêt avec option d'achat obligatoire de 35 millions d'euros plus bonus. Il joue son premier match sous ses nouvelles couleurs le 26 août 2019, lors de la première journée de la saison 2019-2020 de Serie A face à l'US Lecce. Il entre en jeu à la place de Matías Vecino et son équipe s'impose sur le score de quatre buts à zéro.
Il marque son premier but sous les couleurs intéristes en Ligue des champions contre le SK Slavia Prague en égalisant en toute fin de jeu. Le 21 septembre pour son premier derby milanais, il est auteur d'une passe décisive pour son collègue Romelu Lukaku sur le but du 2-0.
Il est sacré champion d'Italie avec l'Inter lors de la saison 2020-2021.
Le 5 novembre 2021, il prolonge son contrat de deux ans, étant ainsi lié avec l'Inter Milan jusqu'en 2026.
Le 11 juin 2024, Barella prolonge de nouveau son contrat avec l'Inter Milan, étant désormais lié au club jusqu'en juin 2029.

### Sélection
Nicolò Barella représente l'équipe d'Italie des moins de 17 ans, pour un total de cinq matchs joués en 2013.
Il joue pour l'équipe d'Italie des moins de 19 ans de 2015 à 2016 pour un total de seize matchs. Avec cette sélection il participe notamment au championnat d'Europe des moins de 19 ans en 2016. Durant ce tournoi il joue quatre matchs, tous en tant que titulaire, et l'Italie se hisse jusqu'en finale, battue par la France (4-0 score final).
Nicolò Barella joue son premier match avec l'équipe d'Italie espoirs le 1er septembre 2017 lors d'un match amical face à l'Espagne. Il est titularisé et son équipe s'incline par trois buts à zéro. Avec cette sélection il est retenu pour participer au championnat d'Europe espoirs en 2019. Il joue trois matchs, tous en tant que titulaire. Il se met en évidence dès le premier match contre l'Espagne en délivrant deux passes décisives, toutes deux pour Federico Chiesa. Il contribue ainsi à la victoire des siens par trois buts à un. Il marque dans ce tournoi son premier et unique but avec les espoirs contre la Belgique (victoire 1-3 des Italiens). Toutefois l'équipe termine deuxième, ce qui n'est pas suffisant pour poursuivre dans la compétition et ils sont éliminés.
Il honore sa première sélection avec l'Italie le 10 octobre 2018 lors d'un match amical face à l'Ukraine (1-1).
Il inscrit son premier but avec la Squadra Azzura le 23 mars 2019 en ouvrant le score face à la Finlande en vue des qualifications de l'Euro 2020. Les Italiens s'imposent sur le score de deux buts à zéro ce jour-là.
Lors de l'Euro 2020, il contribue à la victoire italienne en 1/4 de finale face à la Belgique en ouvrant le score sur une passe de Marco Verratti. Le 7 septembre 2020 il donne la victoire à son équipe lors d'une rencontre de Ligue des nations face aux Pays-Bas en inscrivant le seul but du match en reprenant de la tête un centre de Ciro Immobile.
Il est retenu dans la liste des 26 joueurs italiens du sélectionneur Luciano Spalletti pour participer à l'Euro 2024. Le 15 juin 2024, lors du premier match de poules, il inscrit face à l'Albanie le deuxième but italien donnant l'avantage aux siens et contribuant à la victoire 2-1.

## Style de jeu
Joueur polyvalent, il est capable de jouer n'importe où au milieu de terrain et a même été utilisé comme un milieu de terrain offensif ou comme un milieu de terrain défensif, mais son rôle privilégié est comme un droitier, offensant milieu de terrain central, connu sous le nom de "mezzala" en Italie. Connu pour son sens pour le but, il possède un bon tir de l'extérieur de la surface, et est connu pour sa capacité à faire des courses d'attaque tardives de l'arrière dans la zone de surface. Il est aussi un bon tireur de coup de pied arrêté. Il est connu pour son caractère fort, ses qualités de leadership, son esprit de compétition et sa mentalité de gagnant, mais a également suscité des critiques dans la presse pour avoir protesté ou argumenté excessivement avec les arbitres pendant les matches.
Malgré sa stature relativement courte, ainsi que la capacité de gagner des balles, ce qui lui permet de briser la possession et par la suite commencer des jeux d'attaque rapide.

## Statistiques

### Détaillées
| Saison                | Club                  | Championnat           | Championnat | Championnat | Championnat | Coupe(s) nationale(s) | Coupe(s) nationale(s) | Coupe(s) nationale(s) | Supercoupe | Supercoupe | Supercoupe | Compétition(s) continentale(s) | Compétition(s) continentale(s) | Compétition(s) continentale(s) | Compétition(s) continentale(s) | Coupe du monde des clubs | Coupe du monde des clubs | Coupe du monde des clubs | Italie | Italie | Italie | Total | Total | Total |
| Saison                | Club                  | Division              | M.          | B.          | P.d.        | M.                    | B.                    | P.d.                  | M.         | B.         | P.d.       | Comp.                          | M.                             | B.                             | P.d.                           | M.                       | B.                       | P.d.                     | M.     | B.     | P.d.   | M.    | B.    | P.d.  |
| 2014-2015             | Cagliari Calcio       | Serie A               | 3           | 0           | 0           | 1                     | 0                     | 0                     | -          | -          | -          | -                              | -                              | -                              | -                              | -                        | -                        | -                        | -      | -      | -      | 4     | 0     | 0     |
| 2015-2016             | Cagliari Calcio       | Serie B               | 5           | 0           | 1           | -                     | -                     | -                     | -          | -          | -          | -                              | -                              | -                              | -                              | -                        | -                        | -                        | -      | -      | -      | 5     | 0     | 1     |
| 2016-2017             | Cagliari Calcio       | Serie A               | 28          | 0           | 1           | 2                     | 0                     | 0                     | -          | -          | -          | -                              | -                              | -                              | -                              | -                        | -                        | -                        | -      | -      | -      | 30    | 0     | 1     |
| 2017-2018             | Cagliari Calcio       | Serie A               | 34          | 6           | 0           | 1                     | 0                     | 0                     | -          | -          | -          | -                              | -                              | -                              | -                              | -                        | -                        | -                        | -      | -      | -      | 35    | 6     | 0     |
| 2018-2019             | Cagliari Calcio       | Serie A               | 35          | 1           | 4           | 7                     | 0                     | 0                     | -          | -          | -          | -                              | -                              | -                              | -                              | -                        | -                        | -                        | 7      | 2      | 0      | 49    | 3     | 4     |
| Sous-total            | Sous-total            | Sous-total            | 105         | 7           | 6           | 7                     | 0                     | 0                     | -          | -          | -          | -                              | -                              | -                              | -                              | -                        | -                        | -                        | 7      | 2      | 0      | 119   | 9     | 6     |
| 2015-2016             | Calcio Côme (prêt)    | Serie B               | 16          | 0           | 1           | -                     | -                     | -                     | -          | -          | -          | -                              | -                              | -                              | -                              | -                        | -                        | -                        | -      | -      | -      | 16    | 0     | 1     |
| 2019-2020             | Inter Milan (prêt)    | Serie A               | 27          | 1           | 5           | 4                     | 1                     | 2                     | -          | -          | -          | C1+C3                          | 4+6                            | 1+1                            | 0+1                            | -                        | -                        | -                        | 5      | 1      | 2      | 46    | 5     | 10    |
| 2020-2021             | Inter Milan           | Serie A               | 36          | 3           | 9           | 4                     | 0                     | 3                     | -          | -          | -          | C1                             | 6                              | 0                              | 1                              | -                        | -                        | -                        | 17     | 3      | 4      | 63    | 6     | 17    |
| 2021-2022             | Inter Milan           | Serie A               | 36          | 3           | 13          | 5                     | 1                     | 0                     | 1          | 0          | 0          | C1                             | 5                              | 0                              | 0                              | -                        | -                        | -                        | 10     | 2      | 0      | 57    | 6     | 13    |
| 2022-2023             | Inter Milan           | Serie A               | 33          | 5           | 6           | 4                     | 0                     | 2                     | 1          | 0          | 1          | C1                             | 12                             | 3                              | 1                              | -                        | -                        | -                        | 6      | 0      | 0      | 56    | 8     | 10    |
| 2023-2024             | Inter Milan           | Serie A               | 37          | 2           | 3           | 1                     | 0                     | 0                     | 2          | 0          | 0          | C1                             | 8                              | 0                              | 1                              | -                        | -                        | -                        | 12     | 2      | 4      | 60    | 4     | 8     |
| 2024-2025             | Inter Milan           | Serie A               | 33          | 3           | 6           | 3                     | 0                     | 0                     | 2          | 0          | 0          | C1                             | 13                             | 0                              | 2                              | 4                        | 0                        | 1                        | 6      | 0      | 0      | 61    | 3     | 9     |
| Sous-total            | Sous-total            | Sous-total            | 206         | 17          | 42          | 21                    | 2                     | 7                     | 6          | 0          | 1          | -                              | 54                             | 5                              | 6                              | 4                        | 0                        | 1                        | 58     | 8      | 10     | 349   | 32    | 67    |
| Total sur la carrière | Total sur la carrière | Total sur la carrière | 335         | 24          | 48          | 27                    | 2                     | 7                     | 6          | 0          | 1          | -                              | 54                             | 5                              | 6                              | 4                        | 0                        | 1                        | 63     | 10     | 10     | 489   | 41    | 73    |

### Buts internationaux
| 0 | Date             | Lieu                                      | Adversaire | Score | Résultats | Compétitions                 |
| - | ---------------- | ----------------------------------------- | ---------- | ----- | --------- | ---------------------------- |
| 1 | 23 mars 2019     | Stade Friuli, Udine, Italie               | Finlande   | 1-0   | 2 - 0     | Éliminatoires de l'Euro 2020 |
| 2 | 8 juin 2019      | Stade olympique d'Athènes, Athènes, Grèce | Grèce      | 0-1   | 0 - 3     | Éliminatoires de l'Euro 2020 |
| 3 | 18 novembre 2019 | Stade Renzo-Barbera, Palerme, Italie      | Arménie    | 3-0   | 9 - 1     | Éliminatoires de l'Euro 2020 |
| 4 | 7 septembre 2020 | Johan Cruyff Arena, Amsterdam, Pays-Bas   | Pays-Bas   | 0-1   | 0 - 1     | Ligue des nations 2020-2021  |

## Palmarès

### En club
| Cagliari Calcio (1)            | Inter Milan (7) | Italie (1) |
| ------------------------------ | --- | --- |
| - Serie B : - Champion en 2016 | - Championnat d'Italie : - Champion : 2021 et 2024 - Vice-champion : 2020, 2022 et 2025 - Coupe d'Italie : - Vainqueur : 2022 et 2023 - Supercoupe d'Italie : - Vainqueur : 2021, 2022 et 2023 - Finaliste : 2024 - Ligue des Champions : - Finaliste : 2023 et 2025 - Ligue Europa : - Finaliste : 2020 | - Championnat d'Europe - Vainqueur : 2020 - Ligue des nations : - Troisième : 2021 - Coupe des champions CONMEBOL–UEFA - Finaliste : 2022 - Championnat d'Europe des moins de 19 ans - Finaliste : 2016 |

### Distinctions individuelles
- Meilleur milieu de terrain de Serie A en 2021 et 2023.
- 27e au Ballon d'or 2023.